# Odontopera dargei
Odontopera dargei är en fjärilsart som beskrevs av Claude Herbulot 1982. Odontopera dargei ingår i släktet Odontopera och familjen mätare. Inga underarter finns listade i Catalogue of Life.